# Kereszt (település)
Kereszt (szlovákul: Kristy, korábban Kríž) község Szlovákiában, a Kassai kerület Szobránci járásában.

## Fekvése
Szobránctól 8 km-re, délre fekszik.

## Története
1333-ban említik először.
A 18. század végén, 1799-ben Vályi András így ír róla: „KERESZT. Kriszti. Elegyes falu Ungvár Várm. földes Ura Ajhofer Uraság, lakosai katolikusok, és más félék, fekszik Jenkének szomszédságában, határbéli földgye jó, vagyonnyai külömbfélék, el adásra alkalmatos módgyok van.”
A trianoni diktátumig Ung vármegye Szobránci járásához tartozott, majd az újonnan létrehozott csehszlovák államhoz csatolták. 1938 és 1945 között ismét Magyarország része.

## Népessége
| Év:            | 1994. | 2004.   | 2014.   | 2024.    |
| -------------- | ----- | ------- | ------- | -------- |
| Emberek száma: | 290   | 307     | 311     | 343      |
| Eltérés:       |       | +5,86 % | +1,30 % | +10,28 % |

| Év:            | 2023. | 2024.   |
| -------------- | ----- | ------- |
| Emberek száma: | 346   | 343     |
| Eltérés:       |       | -0,86 % |

1910-ben 396, túlnyomórészt szlovák anyanyelvű lakosa volt.
2003-ban 304 lakosa volt.
2011-ben 312 lakosából 291 szlovák volt.

## Híres emberek
- Itt született 1855. november 15-én Bársony István író.